# 디아도코이 전쟁
디아도코이 전쟁(Wars of the Diadochi) 또는 후계자 전쟁(Wars of Alexander's Successors)은 알렉산더 대왕 급서 이후 그 부하 장군들이 대왕의 후계자(디아도코이) 자리를 놓고 벌인 전쟁이다. 알렉산더 대왕의 갑작스런 죽음 직후인 기원전 323년부터 기원전 281년의 코로페디온 전투의 승리로 시리아 셀레우코스 왕조가 일시적으로 패권을 확립하기까지 무려 40년에 이르렀다.

## 배경

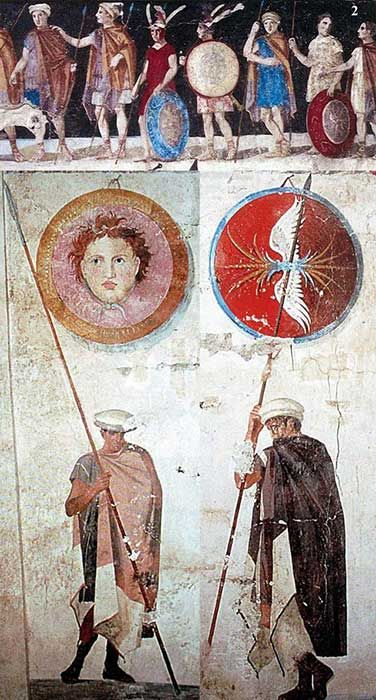
테살로니키의 무덤에서 출토된 기원전 4세기경의 고대 마케도니아 병사들의 무기와 무장

### 알렉산더 3세의 죽음
기원전 323년 6월, 알렉산더 대왕은 결국 후계자를 명시하지 않고 바빌론에서 사망했다. 열병으로 죽은 대왕의 후계자에 관한 유언은 ‘가장 강한 아들이 제국을 상속하라’는 것이 있었다. 아이러니하게도 이 말은 디아도코이 전쟁의 동기이자, 최종 목표가 되었다. 후계자 후보로는 이때 왕비 록사네가 잉태했던 적자와 첩실 바르시네가 낳은 서자 헤라클레스가 있었을 뿐이었다. 따라서 마케도니아의 귀족, 군인들은 일제히 모여 대왕 사후 국가 체제를 논의하기 위한 바빌론 회의가 개최되었다.

### 바빌론 회의
바빌론 회의에서 장군 네아르코스가 헤라클레스를 밀어자고 했지만 찬성하는 이는 없었다. 장군 멜레아그로스는 대왕의 이복동생 아리다이오스를 왕으로 삼자고 했으며, 대 귀족 페르디카스는 록사네의 출산을 기다려야 한다고 주장했다.
에우메네스의 중재로 그들은 타협하였고, 아리다이오스를 필리포스 3세로 즉위시키는 대신에 페르디카스가 후견인이 되어, 제1왕비 록사네가 낳은 유복자가 사내 아이라면 그를 공동 통치자로 삼는다는 결정이 내려졌다.
이윽고 록사네가 낳은 아이가 남자였기 때문에, 알렉산드로스 4세와 필리포스 3세가 공동 통치자하는 형태가 되었다. 그리고 페르디카스가 알렉산드로스 4세, 또한 성망이 높았던 장군 크라테로스가 필리포스 3세의 후견인으로 각각 취임하고, 장군들은 영내 각지에 태수로 봉해지게 되었다.
두 사람의 새로운 왕 중 필리포스 3세는 정신적 결함이 있었고, 알렉산드로스 4세는 아직 유아였기 때문에 사실상 최고 권력자의 자리인 섭정에 페르디카스가 오른 것이다. 그러나, 회의 종료 직후부터 반항의 조짐이 보였던 멜레아그로스와 그 일파 300명을 처형하는 등 처음부터 권력 기반은 불안한 상태에 있었다.

### 기원전 323년경 디아도코이의 세력 분포

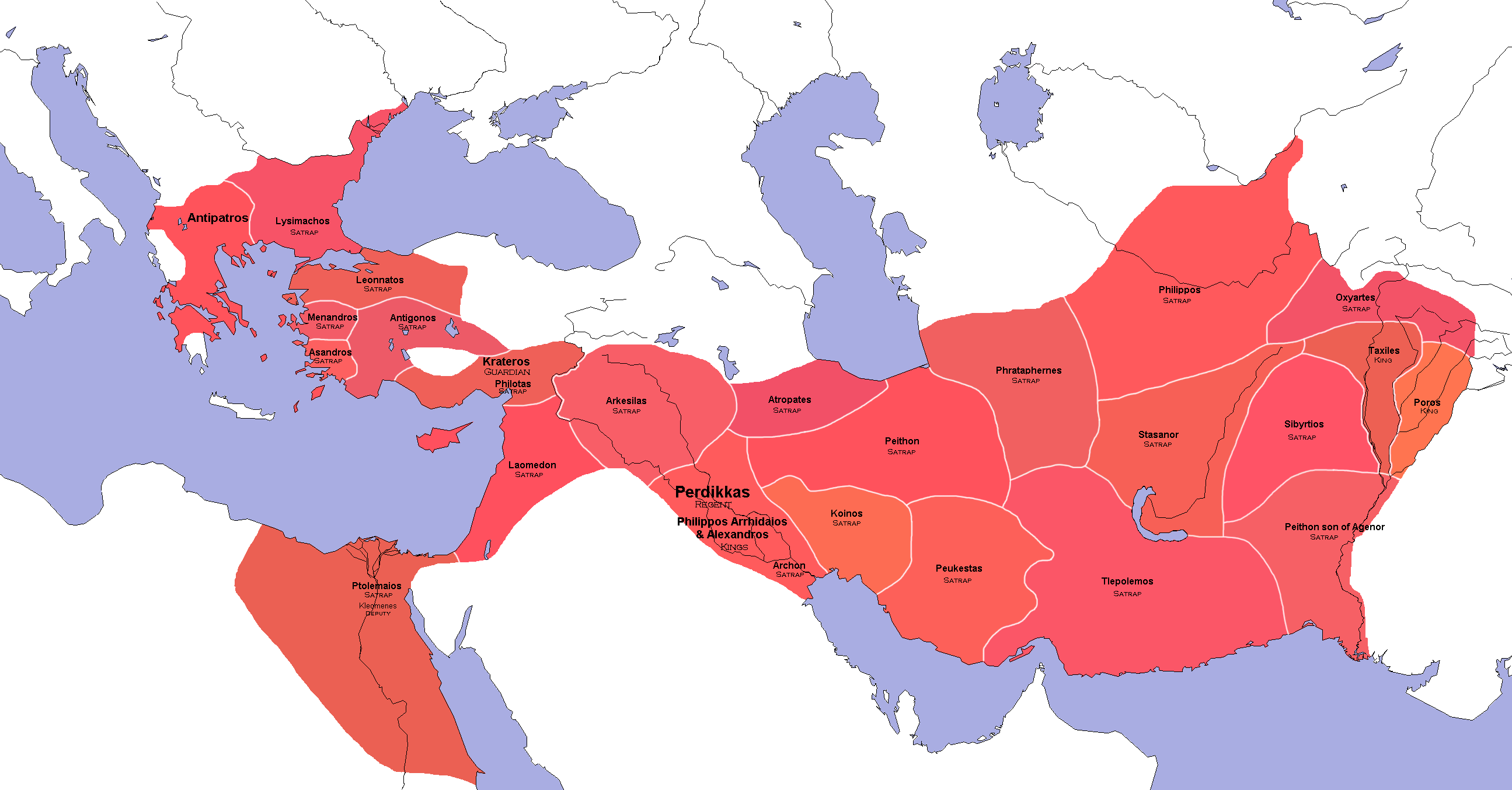
기원전 323년 이후 바빌로니에서서 분할된 마케도니아 제국의 태수 분배

사료에 따라 약간의 차이가 발생하기 때문에, 여기에서는 디오도로스의 사료를 중심으로 하여 다른 사료와 차이점만을 서술한다. 다음 세 가지의 사료에 공통적으로 인도, 박트리아 등의 먼 아시아 지역은 알렉산더 제국 시대의 지배자(사트라프)가 지배권을 유임, 또는 상속하게 되었다. (기타 태수의 배치는 바빌론 회의 참조)
디오도로스 시켈로스의 《비블리오테카 히스토리카》
- 아산드로스 : 카리아
- 안티고노스 : 리키아 · 팜필리아 · 프리기아
- 안티파트로스 : 마케도니아 본국
- 에우메네스 : 카파도키아 · 파플라고니아 (소아시아 북동부)
- 필로타스 : 킬리키아
- 프톨레마이오스 : 이집트
- 페이톤 : 메디아
- 메난드로스 : 리디아
- 미틸레네의 라오메돈 : 시리아
- 리시마코스 : 트라키아 및 주변
- 레온나토스 : 헬레스폰투스 (소아시아 북서부)

쿠르티오스 루포스의 《알렉산더 대왕전》
- 카산드로스 : 카리아 (디오도로스 사료와 다른 부분)

유니아누스 유스티누스 《필리포스의 역사》
- 디오도로스 사료에는없는 부분
  - 코이노스 : 수시아나
- 디오도로스 사료와 다른 부분
  - 네아르코스 : 리키아 · 팜필리아
  - 카산드로스 : 카리아
  - 레온나토스 : 프리기아

## 라미아 전쟁
기원전 322년, 알렉산더 대왕의 죽음을 계기로 그리스 아테네 등지에서 반 마케도니아를 내걸고 반란이 발발했다. 반란을 진압하기 위해 출동한 안티파트로스는 패배를 당하고 곤경에 빠지게 된다. 안티파트로스는 테살리아 지방의 라미아에 농성했지만 레온나토스가 소아시아를 건너 구원을 오기를 기다려야 했다. 레온나토스는 포위를 풀게 하는데 성공했지만, 정작 자신은 전사하고 말았다. 안티파트로스는 소아시아에 있던 크라테로스에게도 도움을 청했다. 이에 따라 크라테로스는 중간에 아테네 함대를 격파하고, 기원전 322년 〈크란논 전투〉에서 안티파트로스와 함께 그리스인들에게 승리를 거둔다. 이후 안티파트로스는 아테네에 입성하여 반 마케도니아 파를 숙청하고 추방했다. 이 전쟁은 안티파트로스가 농성한 도시의 지명을 따서 ‘라미아 전쟁’이라고 불렀다.
같은 시기, 바빌론 회의에서 에우메네스를 카파도키아와 파플라고니아의 태수로 임명할 당시 그 땅은 아직 마케도니아 세력 하에 편입되지 않았다. 때문에 그는 인접한 소아시아 중부의 태수인 안티고노스와 레온나토스에 협력을 요청했다. 그러나 안티고노스는 요청을 거절하였고, 레온나토스는 요청을 받아들여 출병하였다. 하지만, 중간에 구원요청을 받고 라미아 전쟁에서 안티파트로스를 지원해야 했기 때문에 에우메네스에게 원군을 보내지 못했다. 부득이 에우메네스는 페르디카스에서 지원군을 얻어 원정을 성공시켰다.

## 제1차 디아도코이 전쟁
권력을 안정시키고자 했던 페르디카스는 당초 안티파트로스와의 손을 잡을 목적으로 그의 딸 니케아와의 약혼을 하고 있었다. 그것을 알고 알렉산더 대왕의 어머니 올림피아스는 자신의 딸이자, 대왕 여동생 클레오파트라와의 결혼을 권했다. 이에 매료된 페르디카스는 일단 니케아와 결혼하고 나서, 바로 이혼을 하고 클레오파트라와 결혼하려고 했다. 이것을 알게 된 안티파트로스는 분노했고, 페르디카스의 권력이 강해지는 것에 위협을 느끼기 시작한 동료 장군들은 크라테로스와 프톨레마이오스와 함께 반 페르디카스 태도를 명확하게 드러내기 시작했다.
기원전 321년, 페르디카스는 안티파트로스 파벌 중 프톨레마이오스의 타도를 목표로 군주를 받들어 이집트 원정을 시작했다. 한편 소아시아 원정에 협력한 이후 우호 관계에 있던 에우메네스에게 경계를 당부했다. 그에 대항하여 안티파트로스는 군대를 양분하여, 자신의 군대는 이집트로 가고, 크라테로스의 군대는 소아시아에 보내 에우메네스를 공격하게 했다. 페르디카스는 이집트로 진격했지만, 나일강에 고립된 결과 휘하의 군대에서 일제히 불만이 분출되어 셀레우코스 장군 등에 의해 암살되고 만다. 아이러니하게도 이틀 후 소아시아에서 에우메네스가 크라테로스에게 승리를 거두게 된다.
최고 권력자인 페르디카스가 죽었기 때문에 향후 마케도니아 체제를 결정하는 회의가 시리아의 도시 트리파라디소스에서 다시 열렸다. 트리파라디소스 회의에서는 안티파트로스의 주도하에 지위와 태수령의 재편이 이루어졌다. 동시에 에우메네스를 비롯한 페르디카스 파는 마케도니아 왕국의 적으로 규정되었고, 그들을 토벌하는 책임을 군 최고사령관에 임명된 안티고노스가 맡았다.

## 제2차 디아도코이 전쟁

### 안티고노스와 에우메네스 전투
안티고노스는 에우메네스를 오르퀴니아 전투에서 이긴 후에 노라로 몰아넣고 포위를 했다. 이어 기원전 319년의 크레토폴리스 전투에서 페르디카스의 동생 알케타스를 물리치고 자살하게 만들었다. 그러나 직후 안티파트로스가 병사하면서 사태가 일변한다. 안티파트로스는 아들 카산드로스가 아직 젊다는 이유로 마케도니아 왕의 후견인 역을 크라테로스의 부관이었던 폴리페르콘에게 양보했다. 이에 불만을 품은 카산드로스는 안티고노스 등과 함께 폴리페르콘에 맞섰다. 열세에 처한 폴리페르콘은 그런 상황을 타개하기 위해 에우메네스를 지원하여 포위를 벗어나게 한다.
에우메네스는 메소포타미아 지방에서 군을 정비하여, 기원전 317년 파라에타케네 전투에서 안티고노스와의 결전에 치루었지만, 모두 승부를 가르지 못했다. 이듬해 기원전 316년, 가비에네 전투에서 에우메네스는 패했지만, 패배 자체는 그렇게 치명적이지는 않았다. 그러나 아군의 배신으로 그는 안티고노스에 넘겨져 처형당했다. (또는 안티고노스는 옛 친구이며 뛰어난 무재를 보여준 에우메네스를 죽일 수 없어 아사시키려고 했지만, 부하가 목을 잘라 죽였다고도 한다.)
에우메네스에게 승리함으로써 그가 남긴 태수 영지나 부하들을 자신의 세력으로 편입한 안티고노스는 소아시아에서 동쪽에 걸친 광대한 지역을 차지할 수 있었다. 배신을 하려고 했던 메디아의 태수 페이톤을 재빨리 제거하고, 명성과 실력을 모두 갖춘 디아도코이로 돌출된 존재가 되었다.

### 마케도니아 왕가의 몰락
대왕의 가족은 페르디카스가 죽은 후 안티파트로스에 의해 마케도니아 본국에 돌아왔다. 안티파트로스의 사후 폴리페르콘과 카산드로스가 대립한 것은 언급한대로지만, 기원전 317년에 폴리페르콘이 펠로폰네소스반도로 원정을 떠나 자리를 비운 사이 필리포스 3세의 아내 에우리디케 2세가 쿠데타를 일으켜 카산드로스와 손을 잡았다.
이에 대해 폴리페르콘과 동행했던 올림피아스가 마케도니아로 돌아가 쿠데타를 진압하고, 필리포스 3세와 에우리디케 2세와 그 일당들을 숙청했다. 그러나 폴리페르콘 파를 이긴 카산드로스가 펠로폰네소스에서 돌아오자 올림피아스는 고립되었다. 그리고 다음 해 기원전 316년에 카산드로스에게 항복해서 처형당했다. 이에 따라 대왕의 아들 알렉산드로스 4세는 그 어머니 록사네와 함께 카산드로스의 보호 하에 들어가게 되었다.

## 제3차 디아도코이 전쟁

### 안티고노스의 대두
소아시아에서 시리아, 메소포타미아 북부까지 지배를 할 수 있는 안티고노스였지만 그 세력이 너무 강했기 때문에 다른 디아도코이와 대립하게 되었다. 기원전 315년 바빌론의 셀레우코스는 안티고노스가 두려워 이집트로 피신했는데 이것으로 인해 갈등이 표면화되었다. 안티고노스는 그리스를 건너 배를 얻기 위해 시리아를 침공했다. 따라서 프톨레마이오스와의 전쟁이 시작되었고, 이듬해에는 카산드로스가 지배하는 그리스에 상륙하여 에게해의 섬과 펠로폰네소스반도의 대부분을 제압했다. 한편 프톨레마이오스는 시리아를 침공하여, 〈가자 전투〉에서 안티고노스의 아들 데메트리오스의 군대를 물리쳤다. 이 소식을 들은 안티고노스는 그리스에서 시리아로 이동하여 프톨레마이오스와 대치했다.

### 바빌로니아 전쟁
프톨레마이오스의 지원을 받은 셀레우코스가 바빌로니아에 복귀했기 때문에 안티고노스는 셀레우코스 비 디아도코이와 강화하고 셀레우코스를 공격했다. (바빌로니아 전쟁) 그러나 셀레우코스는 안티고노스 측의 니카노르를 티그리스강 강변에서 기습하여 대승을 거두고 안티고노스의 바빌론 공격을 좌절시켰다.

### 마케도니아 왕가의 단절
마케도니아 왕실을 장악한 카산드로스는 대왕의 동생 테살로니케와 결혼했지만 기원전 310년에 록사네와 알렉산더 4세를 암살했다. 모두 마케도니아 왕위를 노리고 있었기 때문으로 알려져 있다. 또한 영락한 폴리페르콘이 안티고노스의 지원을 받아 대왕의 서자 헤라클레스와 함께 마케도니아로 진입하려 했다. 카산드로스는 폴리페르콘에게 뇌물을 주면서 설득하여 헤라클레스와 그 어머니를 죽였다. 결국 대왕의 직계 자손이 전원 사망했을 뿐 아니라 왕위 계승권을 가진 사람은 카산드로스만 유일하게 남은 상황이 되었다.

## 제4차 디아도코이 전쟁 (기원전 308년 - 기원전 301년)

### 안티고노스의 멸망
안티고노스가 셀레우코스와 대치하는 동안 프톨레마이오스는 키프로스에서 킬리키아(소아시아 남부)로, 심지어 그리스까지 진출했다. 프톨레마이오스의 세력 확장에 불안을 느낀 안티고노스는 데메트리오스를 그리스에 파견했다. 데메트리오스의 군대는 기원전 306년에 〈살라미스 해전〉(키프로스 연안 페르시아 전쟁과는 다른 위치)을 통해 프톨레마이오스에 승리를 거둔다. 프톨레마이오스는 이 패전으로 이집트로 철수했다. 승전보를 받은 안티고노스는 자신을 마케도니아 왕이라고 선언하고, 데메트리오스를 공동 통치자로 삼았다. 또한 안티고노스는 이집트를 공격했지만 이것은 실패로 돌아갔고, 프톨레마이오스는 이듬해 왕위에 올랐음을 선언했다. 이에 카산드로스, 셀레우코스, 리시마코스도 연이어 칭왕을 하게 된다.

기원전 305년에서 304년까지 발발한 〈로도스 공성전〉 이후 데메트리오스는 그리스에서 카산드로스를 상대로 승기를 잡았다. 기원전 302년에는 안티고노스가 그리스에서 자신을 맹주로 하는 헬라스 동맹을 결성했다. 궁지에 몰린 카산드로스는 강화를 요구했지만 안티고노스는 무조건 항복을 요구했다. 때문에 카산드로스는 프톨레마이오스와 트라키아의 리시마코스, 그리고 셀레우코스 등에게 대 안티고노스의 전선을 맺자고 호소했다. 그리하여, 기원전 301년, 안티고노스와 데메트리오스는 프리기아의 이프소스에서 셀레우코스와 리시마코스의 연합군을 상대로 〈이프소스 전투〉가 벌어졌다. 이 전투에서 안티고노스가 전사하고, 데메트리오스도 패주하는 등 대패를 당했다.

## 마케도니아 쟁탈전 (기원전 298년–285년)
이에 따라 안티고노스의 왕국은 승자들에 의해 분할되었고, 시리아, 바빌로니아, 이란고원, 소아시아 동부를 지배하는 셀레우코스 왕조, 키프로스, 이집트를 지배하는 프톨레마이오스 왕조, 마케도니아 본국을 지배하는 안티파트로스 왕조, 트라키아와 소아시아 서부를 지배하는 리시마코스 왕조가 성립되었다. 마케도니아의 카산드로스 왕조는 셀레우코스와 프톨레마이오스 왕조에 비해 오래 가지 못했고, 카산드로스의 사후 왕위 계승 다툼을 틈타 마케도니아를 탈환한 데메트리오스가 왕위를 빼앗았다. 심지어 데메트리오스는 리시마코스와 디아도코이 전쟁에 말려든 꼴이 된 에피로스의 왕 피로스에 의해 추방되는 등 혼란이 계속 이어진다. 결국 데메트리오스의 아들 안티고노스 2세에 의해 안티고노스 왕조가 기원전 276년에 마케도니아 지배권을 확립했다.

## 리시마코스 vs 셀레우코스 (기원전 285년–281년)
디아도코이 전쟁 마지막 전투는 기원전 281년에 벌어진 〈코로페디온 전투〉이다. 이 전투에서 셀레우코스는 리시마코스를 패사시켰고, 프톨레마이오스 왕조가 지배하는 이집트를 제외하고 알렉산더 제국의 대부분을 세력 하에 두었다. 그러나 이 전투 직후 셀레우코스는 프톨레마이오스의 아들 케라우노스에게 암살당한다. 그렇게 하여 디아도코이의 첫 세대는 사라졌고, 전쟁은 또 하나의 단락을 맞이한 셈이다.
하지만 국가 간의 전투라는 것이 완전히 종식되는 것은 아니었고, 마케도니아에서 피로스와 안티고노스 2세가 마케도니아 패권을 두고 분쟁을 벌였다. 프톨레마이오스 왕조와 셀레우코스 왕조도 남부 시리아를 두고 서로 쟁탈전을 벌였고, 기원전 261년에 크레모니데스 전쟁에서 안티고노스 왕조와 프톨레마이오스가 싸웠던 것처럼 디아도코이의 후손들이 로마에 흡수될 때까지 전쟁은 계속되었다.